# Margarita Sidorenko
Margarita Sidorenko (in russo Маргарита Сидоренко?; Novorossijsk, 17 gennaio 1988) è un'arciera paralimpica russa specializzata nel ricurvo.

## Carriera
Nata in Russia, si laurea in contabilità all'università statale di Krasnojarsk.
Rimasta coinvolta in un incidente, nel 2012 comincia a praticare il tiro con l'arco paralimpico, dichiarando riguardo alla sua scelta:
(Margarita Sidorenko a kubnews.ru, 9 dicembre 2016)
Nel 2013 debutta ai Mondiali IPC di Bangkok nel ricurvo individuale e a squadre, classificandosi nona in entrambi i casi. Nel 2015 partecipa nuovamente ai mondiali, questa volta svoltisi a Donaueschingen, vincendo due medaglie d'argento (individuale e squadre); mentre nel 2017 a Pechino ripete l'exploit vincendo l'argento nel ricurvo a squadre.
Nel 2018 ha debuttato negli europei di Plzeň, conclusi al sesto posto e, nel 2021, ha partecipato per la prima volta alle paraolimpiadi estive di Tokyo, rappresentando l'RPC
Nel corso della competizione ha vinto la medaglia d'oro nel ricurvo misto in coppia con Kirill Smirnov e si è classificata sesta nel ricurvo individuale.

## Palmarès

### Giochi paralimpici estivi
- 1 medaglia
  - 1 oro (Tokyo 2020)

### Mondiali IPC
- 3 medaglie
  - 3 argenti (Donaueschingen 2015, Pechino 2017)